# Off-by-one error
Un off-by-one error (OBOE), detto anche off-by-one bug (OBOB), è un errore logico di programmazione che avviene quando un ciclo iterativo viene eseguito una volta di più o una volta di meno di quanto desiderato, a causa di un errore nella specifica della condizione di verità. Di solito ciò accade quando il programmatore sceglie per errore il simbolo di minore o uguale al posto del simbolo minore (o viceversa), o il simbolo maggiore o uguale al posto di maggiore (o viceversa), oppure quando commette un errore nell'inizializzazione della variabile che controlla l'iterazione, ponendone il valore iniziale a uno anziché a zero: questo confligge col fatto che in molti linguaggi di programmazione l'indice di un array inizia da zero. In questo errore si può incorrere anche  in contesti matematici, per esempio se usata come divisore in una divisione (nel qual caso è bene sia impostata a valori diversi da zero, per evitare eccezioni del tipo divisione per zero).

## Iterazioni oltre il termine dell'array
Consideriamo un array di oggetti, dei quali dobbiamo elaborare quelli da un certo valore m a uno n (estremi inclusi). Quanti elementi si trovano in questo intervallo? Una risposta irriflessa potrebbe essere n – m, ma questo è proprio un errore di off-by-one, più precisamente del tipo fencepost; la risposta corretta è infatti (n – m) + 1.

Proprio per via di questa contro-intuitività, i range nell'informatica sono spesso rappresentati da intervalli semi-aperti; il range da m ad n inclusivo infatti, è rappresentato dagli elementi che vanno da m (incluso) a n + 1  (escluso), proprio per evitare errori di fancepost. Per esempio, un ciclo che itera cinque volte (da 0 a 4 incluso) può essere scritto in C come un intervallo semi-aperto da 0 a 5:
```
for
 
(
i
 
=
 
0
;
 
i
 
<
 
5
;
 
i
++
)

{

    
//Corpo del ciclo

}

```

Il corpo del ciclo è eseguito prima di tutto quando i è uguale a 0; successivamente i assume i valori 1,2,3, sino a raggiungere il valore finale 4 nel corso delle iterazioni. A questo punto, i assumerà valore 5, e dato che i<5 è falso il loop termina. In ogni caso, se la comparazione usata fosse stata <= (minore o uguale a), il ciclo sarebbe stato ripetuto 6 volte: i assumerebbe infatti i valori 0,1,2,3,4, e 5 (con un'ultima ripetizione all'assunzione del valore 5). Analogamente, se i fosse stato inizializzato ad 1 invece che a 0, si sarebbero verificate soltanto quattro iterazioni, relative ai valori 1,2,3, e 4 assunti da i.
Entrambe queste situazioni causerebbero quindi errori di tipo off-by-one.
Un altro tipo di errore può verificarsi se un ciclo do-while viene utilizzato al posto di uno while (o vice versa), poiché quello di tipo do-while è per costruzione ripetuto per forza almeno una volta.
Errori relativi agli array possono inoltre essere risultato di differenze concettuali tra i vari linguaggi di programmazione. La numerazione che fa riferimento alla prima cella come la cella 0 è molto comune, ma alcuni linguaggi la numerano come la 1. Pascal utilizza gli array con indici definiti dagli utenti, rendendone possibile la modellazione successivamente al problema del dominio.

## Errore fencepost

Una recinzione dritta con n sezioni ha n + 1 paletti

Un errore fencepost (letteralmente "staccionata", chiamato anche telegraph pole, lamp-post o picket fence) è un tipo specifico di errore di off-by-one. Una descrizione primitiva di questo errore apparve nei testi di Vitruvio. Il problema si può illustrare nel modo seguente:
La risposta più immediata, ovvero 10, è sbagliata. La recinzione è composta infatti da 10 sezioni ed 11 paletti.
L’errore inverso si verifica quando il numero di paletti è noto e il numero di sezioni si assume essere lo stesso. Il numero di sezioni attuale deve sempre essere uno di meno rispetto al numero di paletti.
Più in generale, il problema può essere posto nel modo seguente:
La risposta corretta dovrebbe essere n – 1 se la sequenza di paletti è aperta alla fine, n se si chiudono a cerchio, o n + 1 se il lato aperto della sequenza di paletti è considerato come una sezione. Bisogna prestare molta attenzione alla definizione precisa del problema, perché il setup di una certa configurazione potrebbe dare la risposta sbagliata per altre. Errori di fencepost derivano in sostanza dal contare gli elementi piuttosto che gli spazi che li separano e viceversa, o trascurando di considerare se l’oggetto in esame dovrebbe essere contato soltanto in uno o in entrambi gli estremi della fila.
Errori di fencepost possono inoltre verificarsi in unità di misura diverse dalle lunghezze. Ad esempio, la “Time Pyramid” è una costruzione costituita da 120 blocchi da piazzarsi a distanza di 10 anni l’uno dall’altro. Saranno quindi necessari 1190 anni per la costruzione completa, dal piazzamento del primo blocco sino all’ultimo, e non 1200. Uno dei primi errori di tipo fencepost vide coinvolta l’unità di misura temporale, nel caso specifico del calendario Giuliano. Esso originariamente calcolava gli anni bisestili in maniera errata, considerandoli in maniera inclusiva invece che esclusiva, originandone quindi uno ogni 3 anni invece che quattro.
Un errore di fencepost può, in rari casi, essere collegato ad un errore introdotto da regolarità inaspettate in valori di input, che possono (per esempio) contrastare completamente con un’implementazione teoricamente efficiente di alberi binari o funzioni di hash. Questo errore può implicare il verificarsi dei casi peggiori di un algoritmo, invece che quelli attesi.
In caso di utilizzo di numeri molto grandi, avere una ripetizione in più può non essere un problema così evidente. Avendo a che fare con numeri più piccoli invece, soprattutto in casi specifici nei quali la precisione è essenziale, commettere un errore off-by-one può essere disastroso. A volte l’errore potrà essere inoltre ripetuto e anche peggiorato, nel caso in cui un susseguirsi di persone utilizzino uno stesso calcolo errato portandoselo dietro di volta in volta (ovviamente l’errore potrebbe anche venire corretto).
Un esempio di quando un errore di questo tipo si può verificare coinvolge il linguaggio MATLAB, durante l’utilizzo della funzione linspace(). I parametri di questa funzione sono (limite inferiore, limite superiore, numero di valori) e non (limite inferiore, limite superiore, numero di incrementi). Un programmatore che fraintende il terzo parametro, intendendolo come “numero di incrementi”, potrebbe pensare che linspace(0,10,5) genererebbe la sequenza [0, 2, 4, 6, 8, 10], mentre in realtà l’output sarebbe [0, 2.5, 5, 7.5, 10].

## Implementazioni di sicurezza
Un errore di tipo off-by-one che può minare la sicurezza di un sistema informatico può derivare dall'errato utilizzo della funzione strncat , della libreria standard C. Fraintendimento comune con questo tipo di funzione riguarda il pensare che il terminatore di sicurezza non verrà scritto oltre la lunghezza massima di una stringa. In realtà ciò accade, e il terminatore verrà scritto esattamente un byte oltre la lunghezza massima consentita specificata. Il codice di seguito presenta un bug di questo tipo:
```
void
 
foo
 
(
char
 
*
s
)

{

    
char
 
buf
[
15
];

    
memset
(
buf
,
 
0
,
 
sizeof
(
buf
));

    
strncat
(
buf
,
 
s
,
 
sizeof
(
buf
));
   
//Il parametro finale dovrebbe essere: sizeof(buf) - 1

}

```

Errori di tipo off-by-one sono comuni nell'utilizzo delle librerie C, perché non coerenti tra loro in situazioni nelle quali, come nell’esempio, ci si deve ricordare di sottrarre un byte: funzioni come fgets() e strncpy non scriveranno mai oltre la lunghezza della stringa a loro indicata (fgets() sottrae 1 e restituisce soltanto (length – 1) byte), mentre altre come la strncat lo fanno; per questo motivo chi programma deve ricordarsi per quali funzioni sarà necessario sottrarre un byte, e per quali no.
In alcuni sistemi (in particolare architetture di tipo little endian) questa incoerenza può causare una sovrascrittura dell’ultimo byte significativo del frame pointer. Si crea così una condizione sfruttabile per un aggressore, che può dirottare le variabile locale per la routine di chiamata.
Un approccio utile per cercare di prevenire alcuni problemi è usare varianti di queste funzioni, che calcolino quanto scrivere basandosi sulla lunghezza totale del buffer, piuttosto che sul massimo numero di caratteri da scrivere. Queste possono essere funzioni come la strlcat e strlcpy, spesso considerate più sicure perché rendono più facile prevenire scritture accidentali oltre la fine del buffer (nell'esempio di codice riportato sopra, chiamare strlcat(buf, s, sizeof(buf)) risolverebbe il problema)